# Balsas (rivier)
De Balsas is een rivier in Zuid-Centraal-Mexico. Met een lengte van 771 kilometer is het een van de belangrijkste rivieren van het land.
De Balsas ontstaat bij te samenvloeiing van de Río Zahuapan en de Río Atyotac in het zuiden van de deelstaat Puebla en mondt uit in de Grote Oceaan bij de stad Lázaro Cárdenas. In het grootste deel van haar loop stroomt de Balsas door de Balsasdepressie, een door de platentektoniek gevormde inzinking die wel als de geologische grens tussen Noord- en Centraal-Amerika wordt gezien. Op de grens van Michoacán en Guerrero is het Presa de Infiernillo aangelegd, een van Mexico's grootste stuwmeren.